# 科布莱蒂市镇

41°49′12″N 41°46′31″E / 41.82000°N 41.77528°E
科布莱蒂市镇，是格魯吉亞西南部阿扎尔自治共和国的市鎮，行政中心为科布莱蒂，面積712平方公里，2014年人口74,794，人口密度每平方公里105.1人。